# 大ハンブルク法

大ハンブルク法施行後のハンブルク市域
ハンブルク市
ベルゲドルフ (1868年にハンブルクに統合)
ハンブルクに属していた農村部のうち大ハンブルクに残った部分
アルトナ（大ハンブルクへの編入部分）
ヴァンズベク（大ハンブルクへの編入部分）
ハールブルク＝ヴィルヘルムスブルク（大ハンブルクへの編入部分）
農村部（大ハンブルクへの編入部分）

大ハンブルク法（ドイツ語: Groß-Hamburg-Gesetz）は、1937年1月26日にナチス・ドイツ政府が制定した法律で、ハンブルクとプロイセン自由州の間で地区の帰属を交換することを定めている。正式名称は Gesetz über Groß-Hamburg und andere Gebietsbereinigungen（仮訳：大ハンブルクおよびその他の地域の再調整に関する法律）という。1937年4月1日に施行された。

## 大ハンブルク
この法律により、ハンブルクはゲーストハッハトやクックスハーフェンなど、従来持っていた飛び地のほとんどを失った。その見返りとして、プロイセン自由州からアルトナ、ヴァンズベク、ハールブルク＝ヴィルヘルムスブルクなどが編入された。アルトナとヴァンズベクはプロイセン自由州シュレースヴィヒ＝ホルシュタイン県、ハールブルク＝ヴィルヘルムスブルクはプロイセン自由州ハノーファー県に属していたが、もともとハンブルクを含むこの4都市は「4都市地域」と呼ばれる大都市圏を形成しており、それを正式に合併させたものといえる。

## リューベック
大ハンブルク法では、ハンブルクだけでなくリューベックの市域も変更された。リューベックの大部分はプロイセン自由州シュレースヴィヒ＝ホルシュタイン州に編入され、いくつかの小村がメクレンブルク州に移された。元々、リューベックはナチ党の大管区制においてメクレンブルク＝リューベック大管区に属していたが、1933年以来大管区指導者間の勢力争いによりシュレースヴィヒ＝ホルシュタイン大管区との間で帰属が争われていた。大ハンブルク法によってシュレースヴィヒ＝ホルシュタイン大管区に軍配が挙がり、メクレンブルク＝リューベック大管区はリューベックを失ってメクレンブルク大管区となった。
また、この大ハンブルク法の制定により、リューベックは711年から続く帝国自由都市としての独立主権を失うことになった。リューベックの独立性を奪う決定がなされた理由として、1932年にリューベック市議会がナチ党の選挙運動を禁止したことに対して、総統アドルフ・ヒトラーがリューベックへの嫌悪感を抱いていたことが挙げられる。また、プロイセン自由州からハンブルクに移された地域の補償として相応な規模であったことも理由である。

## 自主権回復の試み
1945年以降、大ハンブルク法によって失われた各都市の自主権を回復しようとする試みがなされている。これはイギリス軍政府が目標としていた地方分権化の推進とも軌を一にするもので、ハンブルクとアルトナでは特に大きく取り上げられた。1946年夏にはハンブルクの自主権回復に向けた課題を検討するため、地元やハンブルクの政党と労働組合の代表による委員会が設立された。
しかし、1946年10月13日に行われた第1回ハンブルク州議会選挙では、イギリス軍政府の「ハンブルク空襲による荒廃からの復興と市民生活の再建に注力すべき」という発表の前に、自主権回復の声は霞んでしまった。
元ハンブルク市長ヴァルター・ドゥデクと、元アルトナ市長マックス・ブラウアーは、戦前には自主権を擁護する主張をしていたが、ハンブルク州議会に選出された後は主張を翻している。一方で、アルトナ区長となったアウグスト・キルヒは、1950年になってもアルトナとハンブルクの歴史的な市境の回復を訴えるキャンペーンを行っていた。
ドイツ連邦共和国基本法における都市州としてのハンブルクの地位を踏まえた「地域的独立性を有する最小単位」という観点において、特にハンブルクとアルトナにおけるより広範な自主権の回復は、今日に至るまで地元で広く認められた課題となっており、ハンブルクでは Wählergemeinschaft Harburg（ハンブルク投票者共同体）、アルトナでは Altonaer Freiheit（アルトナの自由）という団体がそれぞれより大きな自主権の確保を主張している。
一方、リューベックの都市州としての地位を回復する試みは、1956年に連邦憲法裁判所が下したリューベック判決により頓挫している。